# Frakční destilace
Frakční destilace (též rektifikace) je proces rozdělování složek (frakcí) směsi. Jde o rozdělování chemických látek podle teploty varu zahříváním na teploty, při kterých se jednotlivé frakce vypařují. Je zvláštním typem destilace. Obvykle se používá při rozdělování složek, jejichž teplota varu se vzájemně liší o méně než 25 °C (při atmosférickém tlaku). Liší-li se tyto teploty o více než 25 °C, je jednodušší použít obyčejnou destilaci.

## Frakční destilace v laboratoři
Při frakční destilaci v laboratoři se používá běžné laboratorní sklo a také jednoúčelové komponenty, například rektifikační kolona.

### Laboratorní souprava

Přístroj pro frakční destilaci s Liebigovým kondenzátorem. Pro zachycování destilátu se používá kónická (Erlenmeyerova) baňka. V této sestavě jsou destilační hlava a rektifikační kolona zkombinovány do jednoho kusu.

- zdroj tepla, například topné hnízdo nebo vyhřívaná lázeň, ideálně s magnetickým míchačem
- destilační baňka, obvykle varná baňka
- baňka na destilát, často taktéž kulatá varná baňka
- rektifikační kolona (též frakcionační kolona)
- destilační nástavec (destilační hlava)
- teploměr a případně adaptér
- laboratorní chladič
  - Liebigův kondenzátor
  - Grahamův kondenzátor
  - Allihnův kondenzátor
- destilační předloha (alonž) (na obrázku vpravo není použita)
- podtlakový adaptér (na obrázku vpravo není použit)
- varný kamínek nebo kapilára (při vakuové destilaci pouze kapilára)
- běžné laboratorní sklo se zábrusovými spoji

### Praktický příklad
Jako příklad lze uvést frakční destilaci směsi vody a ethanolu. Ethanol vře za standardního tlaku při 78,4 °C, voda při 100 °C. Těkavější složka má vyšší tlak par, více proto opouští kapalinu a koncentruje se v parách. Některé směsi tvoří azeotropy, kdy směs vře při nižší teplotě než její složky. V daném příkladu se směs složená z 96 % ethanolu a 4 % vody vaří při 78,2 °C, je tedy těkavější než čistý ethanol. Proto nelze frakční destilací získat z této směsi úplně čistý ethanol - musí se použít azeotropní destilace.
Přístroj pro frakční destilace (obvykle provádíme destilaci vsázkovou; lze ale provádět i kontinuální destilaci) je zobrazen na obrázku. Směs se umístí do baňky s kulatým dnem, přidají se také varné kamínky (nebo magnetický míchač, pokud se používá magnetické míchání) a shora se napojí rektifikační kolona. Když směs začne vřít, páry stoupají do kolony. Kondenzují na náplni kolony a vracejí se do kapaliny dole, proti směru pohybu par. Kolona se odspodu ohřívá. Účinnost ve smyslu množství tepla a času potřebných k dostatečnému rozdělení složek lze zlepšit tepelnou izolací kolony. Nejvyšší teplotu má náplň kolony dole, nejnižší nahoře. V ustáleném stavu jsou pára a kapalina na každé částici náplně v rovnováze. Z horního konce kolony páry vstupují do kondenzátoru, kde se ochladí a zkapalní. Separace je kvalitnější, použije-li se vyšší kolona (s praktickým omezením ohledně tepla, toku apod.). V kondenzátu, který je zpočátku velmi blízký azeotropní směsi, postupně roste obsah vody, obecně výševroucí kapaliny. Proces pokračuje, dokud se všechen ethanol nevyvaří ze směsi. Tento bod lze rozpoznat podle ostrého nárůstu teploty na teploměru.
Uvedený příklad jen ukazuje, jak frakční destilace teoreticky funguje. Běžné laboratorní frakcionační kolony jsou obyčejné skleněné trubky (často vakuově opláštěné, někdy vnitřně postříbřené) s výplní, například s malými skleněnými spirálami o průměru 4 až 7 mm. Takovou kolonu lze kalibrovat destilací známé směsi (když se máurčit množství teoretických pater). Pro zlepšení dělicí schopnosti se může kondenzát vracet do kolony pomocí děliče kondenzátu (refluxní přepad, McIntirova hlava, magnetická výkyvná nádoba apod.) - frakcionace se provádí pečlivě, má-li refluxní poměr ca 10 (10 dílů kondenzátu se vrací, 1 díl odchází).
Při laboratorní destilaci se používá několik typů kondenzátorů. Liebigův kondenzátor je jednoduchá přímá trubice s vodním pláštěm, je to nejjednodušší (a relativně nejlevnější) druh kondenzátoru. Grahamův kondenzátor je šroubovicová trubka ve vodním plášti, Allihnův kondenzátor pak série „bublin“ na trubce uvnitř vodního pláště.
V jiném druhu soupravy se může využívat adaptér s vývody do několika stran, napojený na více baněk na destilát. Jeho otáčením lze destilát směrovat do té správné. Perkinův trojúhelník je zařízení, které umožňuje sbírat destilační frakce bez takového adaptéru. Častěji se ale využívá pro destiláty, které jsou citlivé na vzduch nebo při destilaci za sníženého tlaku, ale lze ho používat i pro běžnou prostou nebo frakční destilaci.
Systémy pro vakuovou destilaci pracují při snížením tlaku, čímž se snižuje teplota varu destilovaných látek. Při sníženém tlaku má nebezpečnější následky, dojde-li k utajenému varu, v jehož důsledku se náhle uvolní velké množství par. Tomu lze při laboratorní rektifikaci zabránit použitím skleněné kapiláry místo varného kamínku. Kapilárou se do destilační nádoby uvádí malý, konstantní proud vzduchu.

## Frakční destilace v průmyslu

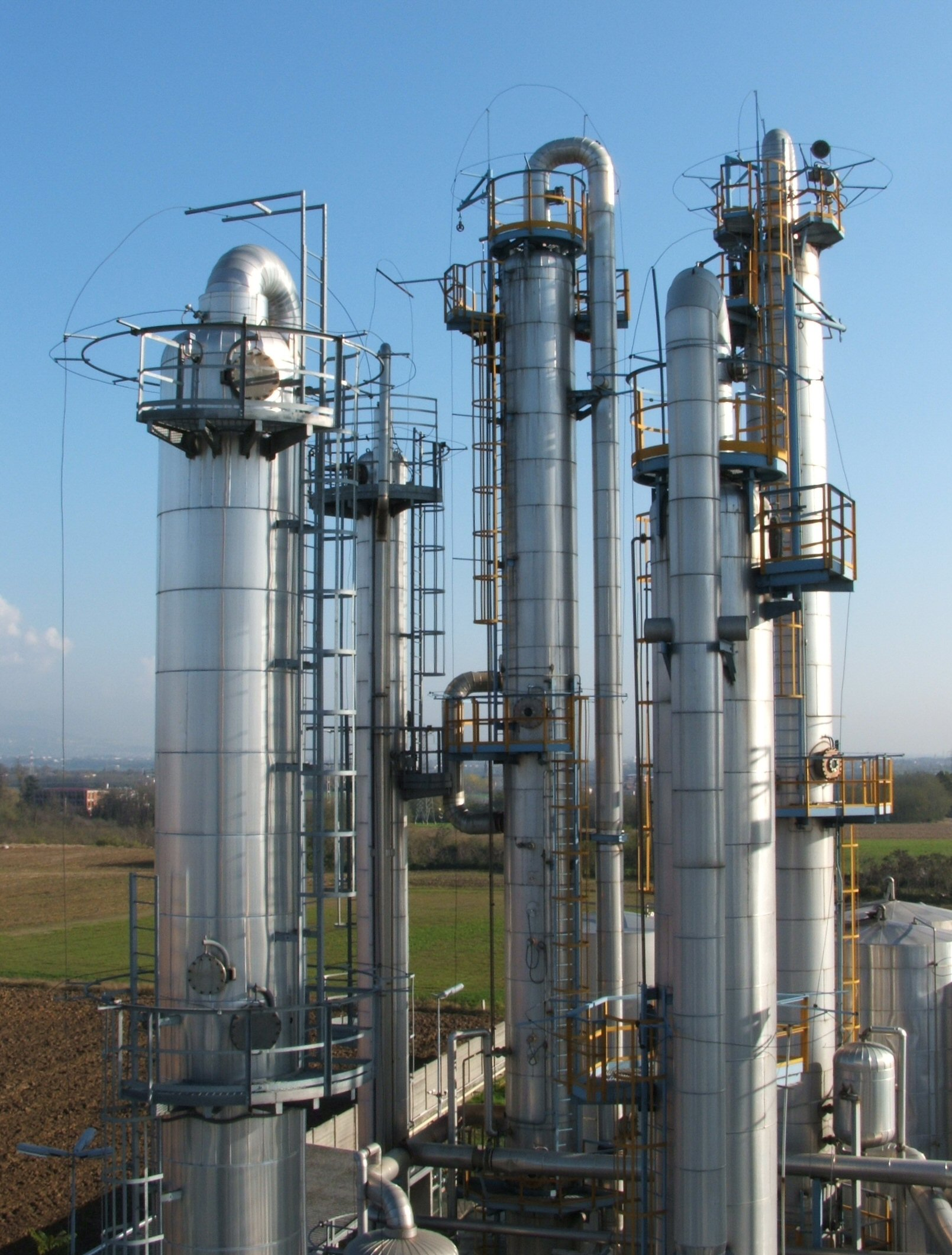
Typické kolony pro průmyslovou frakční destilaci

Destilace je nejčastější separační technologií používanou v rafinériích ropy, v petrochemických a chemických závodech, výrobě kyslíku, dusíku a argonu ze vzduchu a při zpracování zemního plynu. Většinou se provádí kontinuální (nepřetržitá) destilace. Dělená směs se nepřerušovaně přivádí do destilační kolony a produkty se odebírají. Není-li proces narušen změnou suroviny, tepla, okolní teploty nebo kondenzace, množství přidávané suroviny a odebíraných produktů je v rovnováze.
Průmyslová destilace obvykle probíhá ve velkých svislých válcových nádobách známých jako "destilační nebo frakcionační kolony" s průměrem od cca 65 centimetrů a výškou od cca 6 do 60 metrů i více. Z frakcionační kolony se odebírá kapalina v potřebných intervalech podél kolony, což umožňuje odběr různých frakcí čili produktů s různým bodem varu (přesněji rozsahem teploty varu). "Nejlehčí" produkty (s nejnižší teplotou varu) vycházejí na vrcholu kolony, "nejtěžší" (s nejvyšší teplotou varu) v její dolní části.
Frakční destilace se například používá v ropných rafineriích k separaci různých užitečných látek (čili frakcí), obsahujících uhlovodíky s různou teplotou varu, ze surové ropy. Frakce s vyššími teplotami varu:
- mají větší molární hmotnost (tj. mají více atomů uhlíku v molekule)
- mají vyšší viskozitu a vyšší bod tání
- jsou hůře zápalné a méně náchylné na vznícení

Nákres procesu frakční destilace ropy. V rektifikační koloně dochází k oddělování ropných frakcí na základě různého bodu varu jednotlivých frakcí. Nejvíc těkavé frakce jsou odváděny vrchem kolony, ty nejstálejší při spodku.

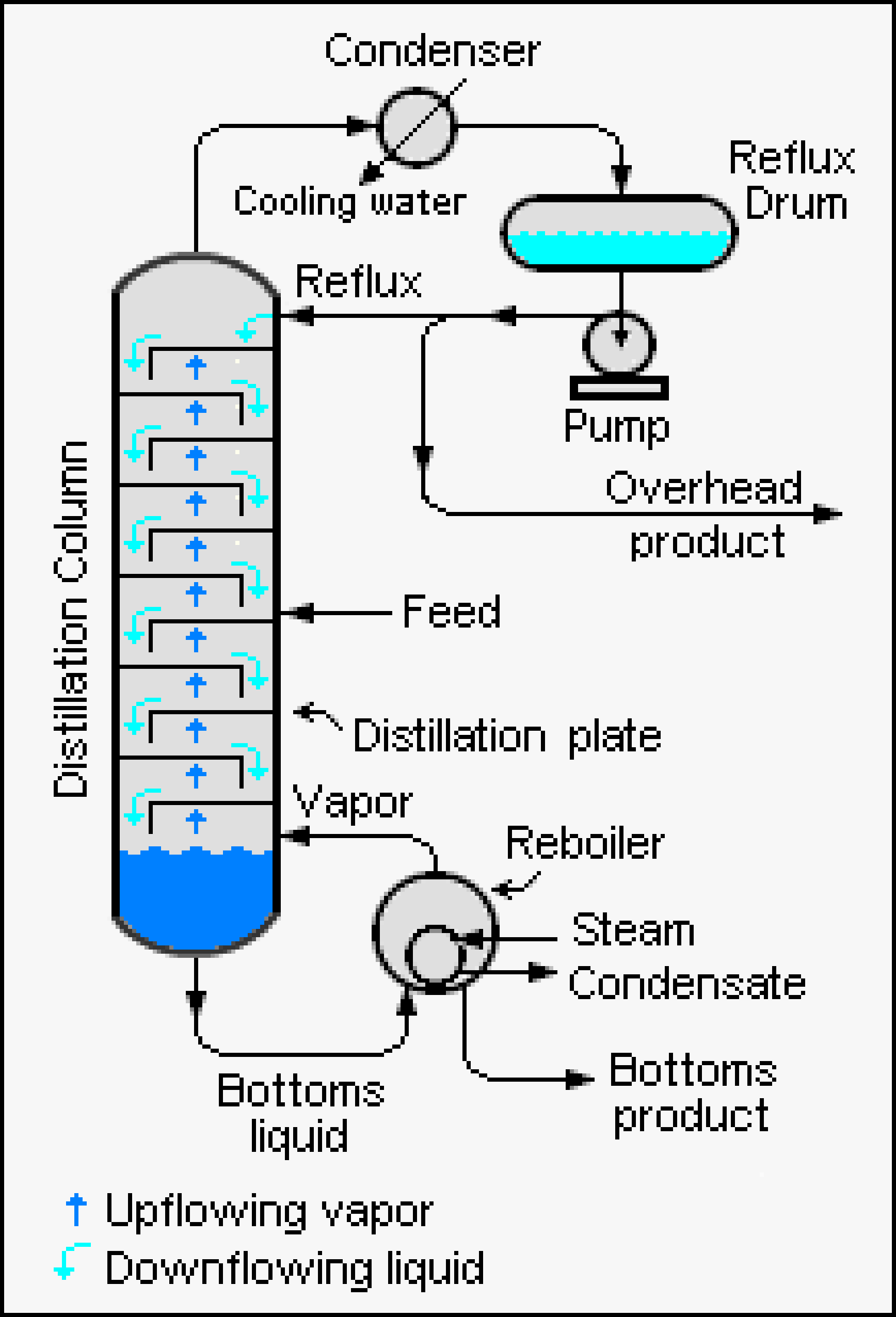
Diagram typické průmyslové destilační věže

Kolony pro průmyslovou destilaci používají reflux (zpětný tok), aby se docílilo dokonalejšího rozdělení složek. Reflux znamená tu část kondenzované kapaliny z destilační/frakcionační věže, která se vrací do horní části věže, jak je vyobrazeno ve schématu typické velkoobjemové průmyslové destilační kolony. Uvnitř věže stéká refluxní kapalina dolů a ochlazuje páry stoupající vzhůru. Tím se kapalina obohacuje o výševroucí složky a pára po níževroucí. Zvyšuje se tak účinnost destilační věže. Čím větší je refluxní poměr pro daný počet teoretických pater, tím lépe věž rozděluje látky s nižším bodem varu od těch s bodem varu vyšším. Alternativně lze tvrdit, že čím větší je reflux pro požadovanou kvalitu rozdělení, tím méně teoretických pater je potřeba, ale tím déle trvá, než rozdestilujeme dané množství směsi.
Frakční destilace se používá i při dělení vzduchu, kdy se vyrábí kapalný kyslík, dusík a vysoce koncentrovaný argon. Destilace chlorsilanů umožňuje výrobu velmi čistého křemíku pro použití jako polovodiče.
Při průmyslové destilaci se v koloně často místo pater používá náplň. Tato náplň může být buď neuspořádaně nasypaná, například Raschigovy kroužky, anebo strukturovaná (strukturované pásky kovu). Kapaliny smáčejí povrch náplně a páry přes tento mokrý povrch procházejí. Zatímco u patrové kolony existuje na každém patru samostatný bod rovnováhy mezi parami a kapalinou, rovnovážná křivka výplně je spojitá. Pro účely výpočtu kolony se udává počet teoretických pater k vyjádření účinnosti separace pro porovnání s tradiční patrovou kolonou. Různě tvarovaná náplň má různý povrch a různý volný prostor. Oba tyto faktory ovlivňují účinnost.